# 先天性橈尺骨癒合症
先天性橈尺骨癒合症 (せんてんせいとうしゃっこつゆごうしょう) は、生まれつき肘周辺で前腕の橈骨と尺骨が癒合し、肘周辺の先天性異常の中では最も発生しやすい疾患である。この症状は男児に多く、まれに家族性に発症し、両側の症例も見られる。

## 症状
手のひらを真上に向けることが困難で、肘を曲げて指を動かすことが難しくなる。先天性のものであり、硬直性や柔軟性の低下がみられる。前腕の回転運動制限が主な症状だが、ほとんどは手のひらが下を向く前腕回内位で固定されている。回旋制限は肩関節である程度代償されるため、ほぼ中間の位置で固定されている例では日常生活では問題がなく、診断が遅れることもしばしばである。手関節・肘関節の屈伸可動域は通常は正常であり、「茶碗の持ち方がおかしい」、「鉄棒の逆上がりができない」、「洗顔時に手のひらで水をためられない」、「野球の時にグローブでうまくゴロが拾えない」、などで初めて障害が判明することも少なくない。

## 治療
治療は、骨切りにより固定肢位を変換する手術と、癒合部を切離して回旋運動を可能にする手術に分けられる。先天性橈尺骨癒合症では、特に橈骨の彎曲異常が激しいため、単に癒合部分を切離すだけでは、回内外可動域を獲得することは困難で、癒合部を切離しても再癒合することが多いため、従来は癒合部または橈骨の遠位1/3部位での回旋骨切りを行い、回内位に固定されている肢位を中間位または回外位の肢位に変換することが行われていた。近年は橈骨の矯正骨切りと血管柄付の脂肪の挿入などで、重症例以外ではある程度の動きが得られるようになってきた。全国的にもこの方法が行える施設は限られているが、年間10近くの手術が行われている。手術は、年長になっても可能だが、就学前の5-6歳ごろが推奨される。